# دانه‌پوش گوشتی
دانه‌پوش گوشتی (به انگلیسی: Fleshy seedcoat) یا سارکوتِستا (به لاتین: Sarcotesta)، یک پوسته بذر گوشته‌ای و یک نوع تِستا می‌باشد.
نمونه‌هایی از بذرهای دارای سارکوتِستا، انار و برخی از بذرهای سرخس نخلی می‌باشد.
سارکوتِستای بذرهای انار از سلول‌های روپوست، مشتق‌شده از پوش هستند و هیچ آریلی بر روی این بذرها وجود ندارد.